# Phantom Antichrist
Phantom Antichrist è il tredicesimo album in studio pubblicato dalla Thrash metal band tedesca Kreator il 1º giugno 2012 per la Nuclear Blast.
È uscita un'edizione limitata in Digipack con un bonus DVD e, un artwork alternativo.
Il DVD contiene un Documentario e parte dei concerti registrati al Wacken Open Air il 6 agosto 2011 e il 2 agosto 2008.
E, sotto forma di cofanetto, un'altra edizione ultralimitata chiamata Ultimate Edition (anch'essa con l'artwork alternativo) comprendente, oltre all'album in formato Digipack e diversa memorabilia, anche un CD con le tracce live del DVD.

## Tracce
1. Mars Mantra
2. Phantom Antichrist
3. Death To The World
4. From Flood Into Fire
5. Civilisation Collapse
6. United In Hate
7. The Few, The Proud, The Broken
8. Your Heaven, My Hell
9. Victory Will Come
10. Until Our Paths Cross Again

Bonus track dell'edizione Giapponese
1. Iron Destiny

## Bonus DVD
Conquerors of the Ice - The Making of Phantom Antichrist (Documentario) - 20:20

### Harvesting The Grapes Of Horror (Live At Wacken Open Air In 2011 And 2008)
1. "Choir Of The Damned" (2011) - 0:40
2. "Hordes Of Chaos" (2011) - 5:21
3. "War Curse" (2011) - 5:01
4. "Coma Of Souls / Endless Pain" (2011) - 4:09
5. "Pleasure To Kill" (2011) - 3:15
6. "Destroy What Destroys You" (2011) - 3:26
7. "The Patriarch" (2008) - 0:52
8. "Violent Revolution" (2008) - 5:17
9. "People Of The Lie" (2008) - 4:49
10. "Europe After The Rain" (2008) - 3:50
11. "Phobia" (2011) - 3:32
12. "Terrible Certainity / Reconquering The Throne" (2011) - 6:04
13. "Flag Of Hate / Tormentor" (2011) - 7:35

## Bonus CD

### Harvesting The Grapes Of Horror (Live At Wacken Open Air In 2011 And 2008)
1. "Choir Of The Damned" (2011) - 0:40
2. "Hordes Of Chaos" (2011) - 5:21
3. "War Curse" (2011) - 5:01
4. "Coma Of Souls / Endless Pain" (2011) - 4:09
5. "Pleasure To Kill" (2011) - 3:15
6. "Destroy What Destroys You" (2011) - 3:26
7. "The Patriarch" (2008) - 0:52
8. "Violent Revolution" (2008) - 5:17
9. "People Of The Lie" (2008) - 4:49
10. "Europe After The Rain" (2008) - 3:50
11. "Phobia" (2011) - 3:32
12. "Terrible Certainity / Reconquering The Throne" (2011) - 6:04
13. "Flag Of Hate / Tormentor" (2011) - 7:35

## Formazione
- Mille Petrozza - chitarra, voce
- Sami Yli-Sirniö - chitarra
- Christian "Speesy" Giesler - basso
- Jürgen "Ventor" Reil - batteria